# Lakitra
Lakitra (en griego, Κοκολάτα) es un pueblo de la isla de Cefalonia (Grecia). Administrativamente pertenece a la periferia de Islas Jónicas, a la unidad periférica de Cefalonia, al municipio de Argostoli y a la unidad municipal de Livató. En el año 2011 contaba con una población de 613 habitantes.

## Arqueología

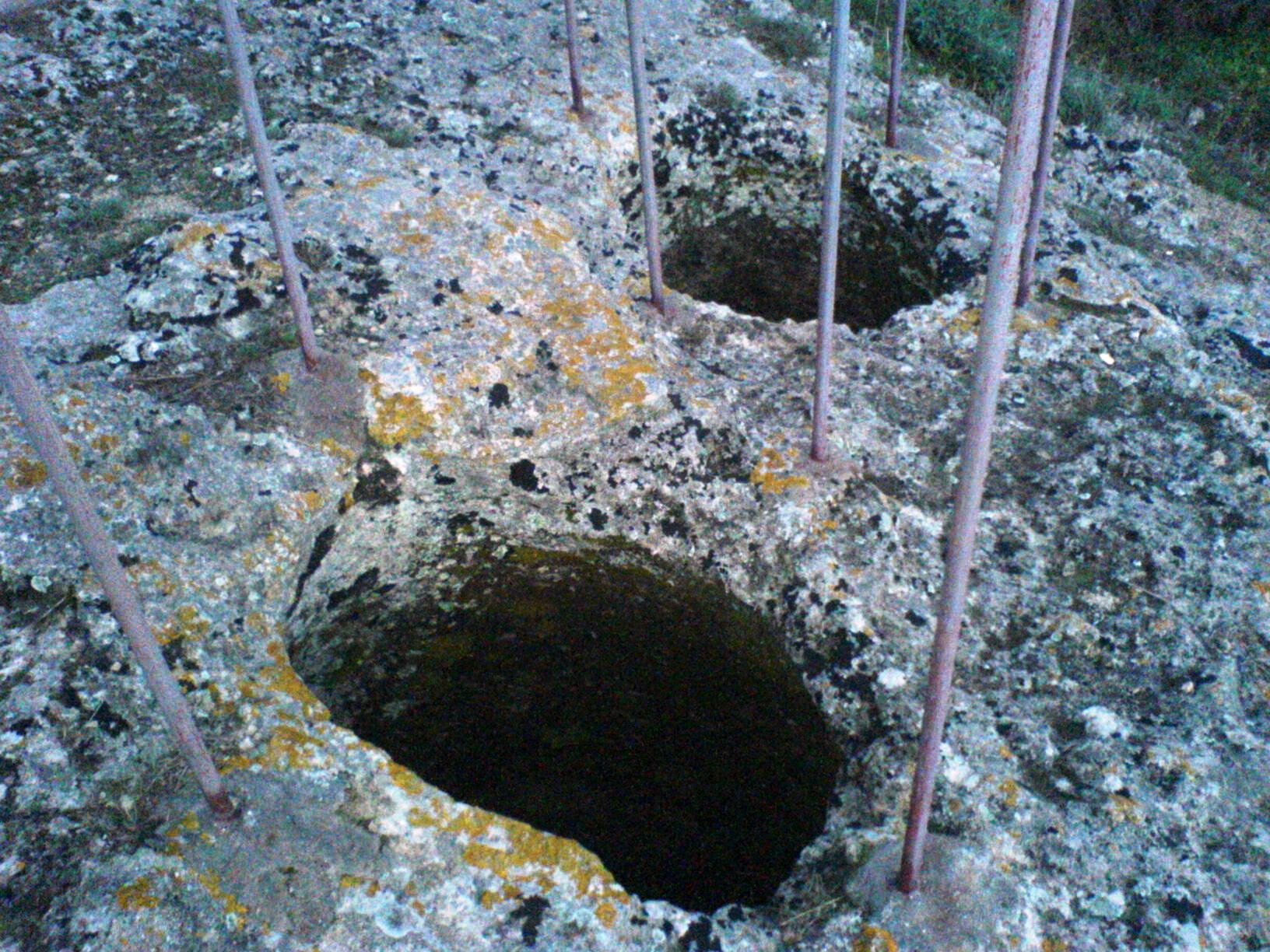
Pozos circulares de las tumbas de cámara de Lakitra.

En 1931 y 1932, en excavaciones arqueológicas dirigidas por Spyridon Marinatos salieron a la luz, cerca de este pueblo, cuatro tumbas de cámara de la Edad del Bronce. Se trata del grupo de enterramientos más rico de este periodo que se ha encontrado en la isla.  
Tres de las cuatro tumbas de cámara contenían pozos funerarios. Los hallazgos de las tumbas indican que dos de ellas fueron construidas en el periodo Heládico Reciente IIIA o IIIB y continuaron usándose hasta el Heládico Reciente IIIC, mientras las otras dos contienen cerámica que no es anterior al Heládico Reciente IIIC (hacia 1100/1090 - 1060/40 a. C.), periodo que corresponde a los años finales de la presencia micénica en la isla. 
Los hallazgos incluyen restos óseos, cientos de piezas de cerámica, algunas joyas, armas tales como varios cuchillos, una espada y puntas de lanza, piezas que probablemente pertenecieron a un casco, cuentas de diferentes materiales, sellos y cónulos. Algunos de los objetos, como las cuentas de ámbar y otros materiales, debieron ser importados. También se ha destacado que algunos de los vasos tienen influencias chipriotas. Los hallazgos se conservan en el Museo Arqueológico de Argostoli.